# Mateo Ferrer
Pour les articles homonymes, voir Ferrer.
Mateo Ferrer ou Mateu Ferrer, né à Barcelone le 25 février 1788 et mort dans la même ville le 4 janvier 1864, est un compositeur espagnol.